# Monaco i olympiska sommarspelen 1964
Monaco deltog i de olympiska sommarspelen 1964 med en trupp bestående av 1 deltagare. Ingen av landets deltagare erövrade någon medalj.